# محمد نور جوهري
محمد نور عبد الله جوهري، أديب وروائي من مواليد مكة. من أعلام النهضة الأدبية في تهامة. ينسب له ريادة الرواية المكية والسعودية، عبر روايته (الانتقام الطبيعي) التي أصدرها في 11 يونيو 1935. وان كانت تسبقه رواية (التوأمان) لعبد القدوس الأنصاري (1930م)، إلا أن عديد من النقاد يعتبرون أن رواية الجوهري هي أول رواية محلية ناضجة من حيث التركيب البنائي للرواية. ظلت روايته مخطوطة في مكتبة الحرم المكي الشريف، حتى نشرتها دار طوى مطلع عام 2007م.